# Jean Claude Lahaut
Jean Claude Lahaut était récemment maître de conférences à l’université de Liège (HEC Ecole de gestion) et gérant de InterManagement SPRL. 
Il a été jusqu'à mi-2013 le secrétaire général du Conseil européen de l'industrie chimique ou CEFIC. Le CEFIC défend les intérêts de ses membres auprès des institutions européennes tout au long du processus d'élaboration des normes pouvant les concerner. C'est en 2002 que Jean Claude Lahaut y entame sa collaboration en tant que general counsel. En 2004, s'ajoute à ses attributions la fonction d'"Executive Director Advocacy". En tant que tel, il participera activement à la défense des membres dans l'élaboration du projet d'Enregistrement, évaluation et autorisation des produits chimiques mieux connu sous l'appellation REACH. Depuis 2010, il porte un troisième chapeau de secrétaire général portant sur l'organisation des boards et des réunions.

## Parcours académique
En 1971, il est diplômé de l'université de Liège avec le titre de docteur en droit. En 1972, il rejoint HEC-Paris pour effectuer une maîtrise en administration des affaires. Pendant son cursus parisien (1973), il a l'occasion de partir à Colorado Springs (aux États-Unis) où il réalisera une étude sur le consumérisme (mouvement de Ralph Nader) dans laquelle il traite des liens existants entre le marketing et la consommation. Son étude reçoit le prix Continent et est publiée dans le journal Intermédiaire sous le titre : « USA, les leçons du consumérisme. »
À l'issue de ses études à Liège et parallèlement à son MBA, il occupera le poste d'assistant en droit commercial à la faculté de droit de l'université de Liège auprès du professeur del Marmol. Il occupera cette fonction jusqu'en 1974.

## Parcours professionnel

### Cabinet Gol
En 1974, il rejoint le cabinet de Jean Gol alors secrétaire d'État à l'économie régionale wallonne chargé des aides aux entreprises. Il y amène le projet de développement des aéroports régionaux au travers d'un rapport portant sur "le développement des lignes aériennes à Liège" qu'il avait rédigé en tant que vice-président de la jeune chambre économique de Liège (voir "Autres domaines d'activité"). Avec Michel Foret, alors conseiller et secrétaire de cabinet, il négocie avec la Sabena, l'ouverture de lignes aériennes au départ de Liège et à destination de Londres et Paris. Il poursuivra sa collaboration au Cabinet jusqu'en 1976.

### FN Herstal
De 1976 à 1979, la FN Herstal s'adjoint ses services en tant que corporate planner. Il s'agit de développer une vision stratégique des différentes divisions de l'entreprise afin d'identifier les projets et les marchés qui pourraient se révéler intéressants à court et moyen terme. Il travaillera plus particulièrement sur la division « Moteurs », amenée à devenir Techspace Aero en 1992, ainsi que sur le développement de Browning dans les loisirs actifs.

### Coppée - Lafarge
Les trois années passées dans le Corporate Planning à la FN Herstal n'auront été qu'un début dans ce domaine pour Jean Claude Lahaut. En effet, en 1979 il rejoint l'entreprise belge Coppée, active dans l'ingénierie et les biotechnologies, pour y exercer cette fonction stratégique depuis le bureau décentralisé de Liège. En 1980, le groupe Lafarge rachète Coppée. S'ensuit alors un déménagement de Liège vers Paris afin de travailler sur le planning stratégique du groupe. En 1983, il se spécialise dans la planification de la division plâtre et quitte Paris pour s'établir plus au Sud, à L'Isle-sur-la-Sorgue. La direction du groupe le charge en 1985 de réaliser un plan d'affaire pour un site d'exploitation de plâtre de l'Est Parisien afin d'y relancer l'activité. Le chiffre d'affaires de l'usine de Mériel s'en voit triplé et c'est alors que Jean Claude Lahaut quitte le domaine de la planification en se voyant proposer la direction des usines de plâtre industriel du groupe afin de développer l'activité au niveau mondial. Partageant son temps entre Liège où réside sa famille, Paris et L'Isle-sur-la-Sorgue, il exercera cette activité de management jusqu'en 1989 et qu'on lui propose un nouveau déménagement, mais vers l'Italie cette fois. Il décide à ce moment de quitter le groupe afin de relever un nouveau défi…

### Solvay
Le groupe Solvay l'engage en 1989 pour diriger sa filiale allemande de Düphar, active dans la santé animale et couvrant l'Allemagne, l'Autriche et la Suisse. De 1989 à 1997, il multiplie par trois le chiffre d'affaires de la société. Le groupe Solvay décidant de revendre toute la division de la santé animale à une firme Américaine, Jean CLaude Lahaut rentre à Bruxelles pour exercer la fonction de responsable des European Public Affairs auprès des institutions européennes. Il s'agira pour lui de défendre les intérêts du groupe en étroite collaboration avec le Conseil européen des fédérations de l'industrie chimique (CEFIC) qu'il rejoindra en 2002.

## Autres domaines d'activité

### Jeune Chambre économique deLiège
Jean Claude Lahaut fut très actif au sein de la Jeune Chambre économique de Liège de 1974 à 1978. D'abord vice-président, il se consacrera principalement au développement de l'idée d'une infrastructure aéroportuaire régionale. Ce développement débouchera sur un rapport qu'il portera sur la table du secrétaire d'État à l'économie régionale Wallonne chargé des aides aux entreprises, Jean Gol  et se traduira par des actions concrètes (voir Parcours professionnel - Cabinet Gol). Prenant la présidence en 1976 et voulant mettre à profit l'expérience tirée de son MBA à HEC Paris, il organisera un congrès national ayant pour thème le city marketing ou l'art de promouvoir une ville comme on le fait pour tout produit. Une personnalité telle que Pierre Mauroy, alors maire de Lille et futur Premier ministre, y prendra part comme orateur. Le colloque la Fabrique des Métropoles en 2017 avec l'université de Liège et l'ASBL Urbagora a confirmé l'actualité du projet.

### Études et expansion
Restant dans la mouvance de l'économie en cité ardente, il devient, en 1978, conseiller général de la Société d'études et d'expansion, qui se donne pour mission d'informer et de rapprocher les différents acteurs de la Région liégeoise, et de créer un cadre propice au développement d'une culture Entrepreneuriale et Sociétale. Cette ASBL organise notamment des conférences et publie une revue éponyme. En 1980, la Province de Liège lance "le millénaire de la Principauté de Liège, regard vers l'avenir". C'est dans ce cadre que Jean Claude Lahaut organisera le Festival du Futur, dédié à l'avenir de la ville de Liège et qui rassemblera plus de 20 000 visiteurs en un weekend. Une conférence de Herman Kahn, futurologue new-yorkais, sera suivie par une audience composée de plus de 1 000 personnes. La collaboration active de Jean Claude Lahaut avec Études et Expansion se terminera en 1981.

### Eurogentec
En 1983, il cofonde la société Eurogentec. Joseph Martial, alors Professeur à l'université de Liège, revient des États-Unis avec un concept novateur en Europe mais qui a besoin, pour le développer, de l'inscrire dans une démarche d'entrepreneuriat. Il trouvera en Jean Claude Lahaut la personne qui convient pour lancer l'affaire.

### HEC-École de gestion de l'université de Liège
Depuis plus d'une vingtaine d'années maintenant, Jean Claude Lahaut officie à HEC-École de gestion de l'université de Liège comme maître de conférences en Management International. Il est également responsable scientifique de la mission « communication » de HEC Liège Entrepreneurs et enseigne dans les programmes Executive MBA et Open Borders MBA des universités d’Aix-la-Chapelle, Hasselt et Liège.

## Publications et exposés
- The interface between the Business World and EU Institutions[4], exposé donné pour HEC Paris le 3 février 2011.
- Smarter regulation, A Manifesto of Cefic in favor of EU consistency, 2010.
- The chemical industry in Europe: Towards Sustainability, Cefic, 2012